# Karate-Weltmeisterschaften 1986
Die achten Karate-Weltmeisterschaften fanden 1986 in Sydney, Australien statt.

## Medaillen

### Männer
| Disziplin         | Gold                   | Silber                  | Bronze              |
| ----------------- | ---------------------- | ----------------------- | ------------------- |
| Kata Herren       | Tsuguo Sakamoto        | Tomoyuki Aihara         | Dario Marchini      |
| Kata Herren       | Tsuguo Sakamoto        | Tomoyuki Aihara         |                     |
| Kata Team         | Japan                  | Frankreich              | Jugoslawien         |
| Kata Team         | Japan                  | Frankreich              |                     |
| Kumite bis 60 kg  | Hideto Nakano          | Y. Uchi                 | Steve McKinnon      |
| Kumite bis 60 kg  | Hideto Nakano          | Y. Uchi                 | Rudolphe Vallée     |
| Kumite bis 65 kg  | Eizu Kondo             | Yuichi Suzuki           | Erik Pilspa         |
| Kumite bis 65 kg  | Eizu Kondo             | Yuichi Suzuki           | Marc van Reybrouck  |
| Kumite bis 70 kg  | Thierry Masci          | Kyo Hayashi             | Manuel Monzon       |
| Kumite bis 70 kg  | Thierry Masci          | Kyo Hayashi             | Maurice Negro       |
| Kumite bis 75 kg  | Kenneth Leeuwin        | José Carlos de Oleveira | Tom Lilovac         |
| Kumite bis 75 kg  | Kenneth Leeuwin        | José Carlos de Oleveira | Ian Mapier          |
| Kumite bis 80 kg  | Jacques Tapol          | Pat McKay               | José Manuel Egea    |
| Kumite bis 80 kg  | Jacques Tapol          | Pat McKay               | Gianluca Guazzaroni |
| Kumite über 80 kg | Vic Charles            | Geoff Thompson          | Waldemar Rauch      |
| Kumite über 80 kg | Vic Charles            | Geoff Thompson          | Frank Bura          |
| Kumite offen      | Karl Daggfeldt         | Claudio Guazzaroni      | Dudley Josepa       |
| Kumite offen      | Karl Daggfeldt         | Claudio Guazzaroni      | José Manuel Egea    |
| Team              | Vereinigtes Königreich | Frankreich              | Schweden            |
| Team              | Vereinigtes Königreich | Frankreich              | Italien             |

### Damen
| Event             | Gold              | Silber          | Bronze             |
| ----------------- | ----------------- | --------------- | ------------------ |
| Kata Damen        | Mie Nakayama      | Miki Hashimoto  | Claire Curtis      |
| Kata Damen        | Mie Nakayama      | Miki Hashimoto  |                    |
| Kata Team         | Chinesisch Taipeh | Japan           | Vereinigte Staaten |
| Kata Team         | Chinesisch Taipeh | Japan           |                    |
| Kumite bis 53 kg  | Sari Kauria       | Yumi Yanagisawa | Yuko Hasama        |
| Kumite bis 53 kg  | Sari Kauria       | Yumi Yanagisawa | Sari Laine         |
| Kumite bis 60 kg  | Ritva Varelius    | Molly Samuel    | Solveig Hansen     |
| Kumite bis 60 kg  | Ritva Varelius    | Molly Samuel    | Christine Ferguson |
| Kumite über 60 kg | Guus van Mourik   | Kari Lunde      | Keiko Kawano       |
| Kumite über 60 kg | Guus van Mourik   | Kari Lunde      | Yvette Bryan       |

## Medaillenspiegel
| Rang  | Land                   | Gold | Silber | Bronze | Gesamt |
| ----- | ---------------------- | ---- | ------ | ------ | ------ |
| 1     | Japan                  | 5    | 7      | 2      | 14     |
| 2     | Vereinigtes Königreich | 2    | 3      | 2      | 7      |
| 3     | Frankreich             | 2    | 2      | 1      | 5      |
| 4     | Finnland               | 2    | 0      | 2      | 4      |
| 5     | Niederlande            | 2    | 0      | 1      | 3      |
| 6     | Schweden               | 1    | 0      | 1      | 2      |
| 7     | Chinesisch Taipeh      | 1    | 0      | 0      | 1      |
| 8     | Italien                | 0    | 1      | 3      | 4      |
| 9     | Norwegen               | 0    | 1      | 1      | 2      |
| 10    | Brasilien              | 0    | 1      | 0      | 1      |
| 11    | Australien             | 0    | 0      | 4      | 4      |
| 12    | Spanien                | 0    | 0      | 2      | 2      |
| 13    | Belgien                | 0    | 0      | 1      | 1      |
| 13    | Kanada                 | 0    | 0      | 1      | 1      |
| 13    | Dänemark               | 0    | 0      | 1      | 1      |
| 13    | Schweiz                | 0    | 0      | 1      | 1      |
| 13    | Vereinigte Staaten     | 0    | 0      | 1      | 1      |
| 13    | BR Deutschland         | 0    | 0      | 1      | 1      |
| 13    | Jugoslawien            | 0    | 0      | 1      | 1      |
| Total | Total                  | 15   | 15     | 26     | 56     |